# Koliek (paarden)
Koliek is een verschijnsel bij een aantal bij het paard voorkomende ziektebeelden die allemaal worden gekenmerkt door pijn in de buik. Koliek kan in ernst variëren van mild tot levensbedreigend, het kan paarden van iedere leeftijd of ras treffen.

## Ware en valse koliek
Er kan een onderscheid worden gemaakt in "valse" en "ware" koliek.
Ware koliek is een koliek veroorzaakt door een probleem in het spijsverteringsstelsel van het paard, vaak de darmen.
Valse koliek kan soortgelijke symptomen geven, maar wordt veroorzaakt door problemen met andere organen, zoals de eierstokken, de testikels of de nieren van het paard.
Meestal wordt met "koliek" echter ware koliek bedoeld.

## Oorzaken en vormen van koliek
Koliek kan verschillende oorzaken hebben. De verschillende oorzaken kunnen tot verschillende vormen van koliek leiden.
De meest voorkomende vormen zijn:
- krampkoliek
- verstoppingskoliek
- gaskoliek
- zandkoliek.

Koliek kan worden veroorzaakt door onder meer:
- verkeerde voeding, zowel qua kwaliteit (bedorven, verschimmeld) als samenstelling (te veel krachtvoer, te weinig ruwvoer, verstoring fermentatie in blinde en dikke darm)
- voerveranderingen
- met de voeding opnemen van zand
- slecht kauwen door gebitsproblemen
- maagdarmwormen zoals de grote bloedworm
- liggingsveranderingen van darmen
- darm- of buikvliesontstekingen
- tumoren.

Een ongezonde darmflora kan leiden tot koliek door gasproductie en gasophoping in de darmen, of tot hoefbevangenheid. De gasproductie en -ophoping gaat vaak gepaard met dunne mest of diarree. In veel gevallen verbetert de darmflora al door grofstengelig hooi te voeren. Maar niet in alle gevallen zal dit afdoende blijken te zijn en een rantsoen van alleen hooi kan te arm zijn aan voedingsstoffen. In sommige gevallen brengt dieetvoeding verbetering.

## Symptomen
De symptomen die een paard vertoont, variëren sterk. Dit is afhankelijk van de vorm van koliek, de oorzaak van de koliek, en de aard van het paard.
De symptomen kunnen onder andere zijn:
- krabben met de voorbenen
- flemen
- onrustig gedrag, waarbij het paard afwisselend kan gaan liggen en weer opstaan
- plotseling rustig en sloom worden
- rollen, waarbij het paard op zijn rug kan blijven liggen
- zweten
- versnelde ademhaling met soms kreunen
- naar de flanken kijken, trappen of bijten
- optrekken van de buik
- alleen maar willen liggen.
- Niet meer willen eten.

## Behandeling
De behandeling is afhankelijk van de ernst en oorzaak van de koliek. Vaak wordt het paard een pijnstiller en darmontspannend middel (bijvoorbeeld buscopan compositum) toegediend. Dit gebeurt middels een intraveneuze injectie. De hartslag van het paard en in mindere mate zijn temperatuur kunnen iets zeggen over de ernst van de koliek. Als het paard staat te trillen dan kan dit een eerste teken van shock zijn. De dierenarts kan ook rectaal onderzoek doen, maar kan hiermee slechts het eerste deel van de darm (van de 30 meter totaal) onderzoeken. Rectaal onderzoek kan risico geven op darmscheuring als het paard erg onrustig is. Bij ernstige verschijnselen wordt een neussonde ingebracht om te kijken of er maagovervulling is, via de sonde kan de maaginhoud eruit komen (een paard kan niet braken).
Als een paard een verstoppingskoliek heeft, wordt vaak paraffine toegediend als laxeermiddel. Dit gebeurt ook middels een neussonde. Na de neussonde kan het paard een bloedneus krijgen, dit is niet ernstig.
Als de koliek zeer ernstig is, kan in sommige gevallen een operatie onder volledige narcose noodzakelijk zijn.In deze gevallen is er vaak sprake van liggingsverandering van de darmen of een verstopping. Een koliekoperatie is een erg risicovolle ingreep omdat de buikholte moet worden geopend. Daarnaast is het onder narcose brengen van een dier dat al ziek is natuurlijk ook niet zonder risico.
Bij de intake voor een operatie wordt een anamnese afgenomen: wat heeft het paard gegeten en gedronken, wanneer voor het laatst ontwormd, staat hij/zij op zand, wat heeft de dierenarts thuis al gedaan etc. Daarna volgt nogmaals een rectaal onderzoek en een neussonde. Een buikpunctie geeft informatie over de ernst van de situatie: het vocht uit de buikholte is dan bruinig en stroperig. Op basis van al deze vragen en onderzoeken geeft de dierenarts aan of een operatie noodzakelijk is. Bij een op de honderd paarden is een operatie nodig om zijn leven te redden. Een operatie met alle nazorg kost duizenden euro's.
Tijdens de operatie bekijkt de chirurg het hele darmenpakket van het paard. Eventuele verstoppingen worden opgelost, en de darmen worden weer in hun juiste positie teruggebracht.
Soms blijkt tijdens de operatie dat een gedeelte van de darm is afgestorven. Vaak betekent dit dat het paard niet meer te redden is. Heel soms wordt het afgestorven deel verwijderd, waarna de gezonde delen aan elkaar worden gezet. Gedurende de operatie als de darmen uit de buikholte zijn wordt vocht en een middel tegen verklevingen over de darmen gegoten.
Tot slot kunnen er na de operatie nog complicaties optreden tijdens het wakker worden uit de narcose en in de herstelperiode na de operatie. Voorbeelden van complicaties zijn:
- een been breken bij het opstaan uit de narcose;
- ontsteking of gedeeltelijke opening van de operatiewond;
- uitblijven van het op gang komen van de normale darmwerking (vooral als er een stuk darm is verwijderd);
- hoefbevangenheid;
- verklevingen van de darmen.

Na de operatie blijft het dier tien dagen in de kliniek, waar het goed in de gaten gehouden wordt. Het krijgt pijnstillers, antibiotica en de eerste dag een infuus. Als het naar huis komt moet een paard de eerste 4-6 weken bijna volledige (box)rust krijgen. Als het herstel voorspoedig verloopt, kan het paard na 6 maanden pas weer normaal gebruikt worden.